# حزب کمونیست پاکستان
حزب کمونیست پاکستان (اردو: کمیونسٹ پارٹی آف پاکستان) یک حزب کمونیست در کشور پاکستان است.

## بنیانگذاری
حزب کمونیست پاکستان در کلکته هندوستان در ۶ مارس ۱۹۴۸ تأسیس شد. در دومین کنگره حزب کمونیست هند، که در آن زمان در کلکته برگزار شد، تصمیمی گرفته شد که باید یک حزب کمونیست جداگانه در دولت جدید پاکستان ایجاد شود. تصور می‌شد که پاکستان، کشوری نسبتاً کوچک (در مقایسه با هند) و از بی‌ثباتی رنج می‌برد، برای انقلاب رسیده‌است. نمایندگان از پاکستان خود را جدا کردند و جلسه جداگانه ای را تشکیل دادند که در آن حزب کمونیست را تشکیل دادند. سجاد ظاهر (بنیانگذار انجمن نویسندگان مترقی تمام هند)، از پاکستان غربی، به عنوان دبیرکل انتخاب شد. نمایندگان پاکستان شرقی کمیته استانی پاکستان شرقی را انتخاب کردند. بسیاری از رهبران مسلمان حزب کمونیست هند برای کمک به تشکیل حزب به پاکستان اعزام شدند.

## اهداف
تلاش این حزب برای شروع یک انقلاب در پاکستان ناکام ماند و رهبران حزب کمونیست پاکستان به زندان افتادند. در پرونده توطئه راولپندی ۱۹۵۱، بسیاری از اعضای برجسته محکوم شدند و حزب توسط دولت‌های مختلف سرکوب شد.

## مبارزات
مداخله دیپلماتیک توسط جواهر لعل نهرو از برجسته‌ترین رهبران حزب کمونیست پاکستان سرکوب شد به هند بازگردانده شد.

## دهه ۱۹۵۰
در انتخابات استانی در پاکستان شرقی در سال ۱۹۵۴، حزب کمونیست چین از جبهه متحدی که توسط اتحادیه عوامی، حزب کریشاک پرجا و حزب نظام اسلام راه اندازی شده بود، حمایت کرد. از هر ده کاندیدای حزب کمونیست پاکستان چهار نفر انتخاب شدند و ۲۳ نفر از اعضای این حزب به عنوان نامزدهای احزاب دیگر انتخاب شدند.
در سال ۱۹۵۴ حزب و سازمان‌های صوری آن مانند فدراسیون ملی دانشجویان، جنبش نویسندگان مترقی و اتحادیه کارگران راه‌آهن ممنوع شدند. در نتیجه، حزب کمونیست حزب حزب پاکستان آزاد را در پاکستان غربی با میان افتخارالدین به عنوان رهبر راه اندازی کرد. در سال ۱۹۵۷، حزب کمونیست پاکستان و سایر چپ‌گرایان حزب ملی آوامی را به عنوان یک حزب قانونی ایجاد کردند.

## دهه ۱۹۶۰
در اواسط دهه ۱۹۶۰، وزارت امور خارجه ایالات متحده عضویت حزب را تقریباً ۳۰۰۰ نفر تخمین زد.
در سال ۱۹۶۶ انشعاب چین و شوروی به حزب کمونیست پاکستان رسید. در پاکستان شرقی یک گروه طرفدار حزب کمونیست از حزب کمونیست پاکستان جدا شد. بعداً این حزب منشعب شده، به حزب کمونیست بنگلادش تبدیل شد.
حزب کمونیست چین مبارزه ای دهقانان مبارز و مسلح را در ایالت بلوچستان ترتیب داد. حزب کمونیست چین در برابر رژیم‌های خودکامه زمانه مقاومت کرد و جنبش‌های صنفی مبارز را ایجاد کرد.

## دهه ۱۹۹۰
در دسامبر ۱۹۹۰ جام ساقی دبیرکل حزب شد. وی در آوریل ۱۹۹۱، از حزب استعفا داد.

## سال ۲۰۱۳
حزب کمونیست پاکستان بلافاصله پس از تأسیس پاکستان توسط برخی از اعضای مسلمان حزب کمونیست هند تأسیس شد. این حزب بلافاصله پس از تشکیل فعالیتهای سیاسی خود را به صورت مخفیانه ادامه داد. در ژوئیه سال ۱۹۵۴ به اتهام توطئه برای سرنگونی دولت وقت نخست‌وزیر لیاقت علی خان ممنوع شد. پرونده معروف، پرونده توطئه راولپندی در سال ۱۹۵۱ علیه کودتاگران و سرکوب‌های به وجود آمده ثبت شد. علیه رهبری آن در سراسر کشور است.